# Ricardo Infante
Ricardo Infante est un footballeur argentin né le 21 juin 1924 et mort le 14 décembre 2008. Il évoluait au poste d'attaquant.

## Carrière
- 1942-1952 : Estudiantes LP ( Argentine)
- 1953-1956 : CA Huracán ( Argentine)
- 1957-1960 : Estudiantes LP ( Argentine)
- 1961 : Gimnasia La Plata ( Argentine)[1]